# Guy Chamberlin
Berlin Guy Chamberlin (* 16. Januar 1894 in Blue Springs, Nebraska; † 4. April 1967 in Lincoln, Nebraska), Spitzname: The Champ, war ein US-amerikanischer American-Football-Spieler und Trainer in den Zwanzigern.
1922 wurde Chamberlin Spielertrainer bei den Canton Bulldogs. Nach zwei Jahren ohne Niederlage, in denen er auch die nationale Meisterschaft gewinnen konnte, wurde sein Team nach Cleveland verkauft. 1924 feierte er mit den Cleveland Bulldogs den dritten Titelgewinn in Folge. Im darauffolgenden Jahr wechselte er zu den Frankford Yellow Jackets, mit denen er 1926 seinen vierten Titel gewann. 1927 folgte der Wechsel zu den Chicago Cardinals, wurde dort aber nach einer enttäuschenden Saison mit nur drei Siegen wieder als Trainer entlassen. Nachdem er anschließend noch ein Jahr bei den Cardinals gespielt hatte, beendete er schließlich seine Karriere.
Chamberlin ist Mitglied der College Football Hall of Fame und der Pro Football Hall of Fame und wurde in das 1920s All-Decade Team der NFL gewählt.